# Chrono des Nations
La Chrono des Nations (en español: Contrarreloj de Las Naciones) es una carrera de ciclismo en ruta disputada en Les Herbiers (departamento de Vendée) el tercer fin de semana del mes octubre cerrando la temporada profesional en Francia. Se distingue de las demás carreras de un día por tener un formato contrarreloj individual.
La carrera masculina élite, la primera en crearse, siempre ha tenido una duración de 48 km.

## Historia
La masculina élite se creó en 1982 bajo el nombre de Chrono des Herbiers y fue diseñado inicialmente para amateurs de 1982 a 1987. A continuación, se convirtió en una prueba abierta, combinando profesionales y aficionados hasta 1994. Desde 1995, es una carrera profesional en el calendario de la Unión Ciclista Internacional. Desde la creación de los Circuitos Continentales UCI en 2005 se integró en el UCI Europe Tour, dentro de la categoría 1.1. Tras la desaparición del Gran Premio de las Naciones, pasó a llamarse oficiosamente Chrono des Nations-Les Herbiers en 2006 en clara alusión y recuerdo a esa carrera desaparecida y ya en 2010 fue llamado oficiosamente Chrono des Nations-Les Herbiers Vendée en el nombre oficioso (no para la UCI que desde el 2006 siempre ha sido simplemente Chrono des Nations).
Debido a sus fechas algunos años es la prueba inaugural del UCI Europe Tour, otros la prueba final y otros tanto la inaugural como la final. Dado que ese calendario comienza el 15 de octubre de un año y finaliza el 14 del siguiente.

### Chrono des Nations femenina y otras
Paralelamente a la masculina profesional también se han disputado el mismo día otras pruebas de similares características aunque con menor kilometraje.
La competición femenina profesional fue creada en 1987, otras masculinas sub-23 de 38 km y junior de 28 km en 1990 y 2008 respectivamente (además de una amateur que solo se disputó en 1995) y una versión femenina junior en 2007 y juvenil (cadetes) en 2011.
El nombre de la carrera profesional femenina fue cambiado oficialmente en 2009 quitándole la "coletilla" de Les Herbiers Vendée que mantenía desde el 2006. Esta siempre ha sido profesional primero en la categoría 1.9.1 renombrándose esa categoría en 2005 por la 1.1 manteniendo la carrera dicho estatus. Siempre ha tenido poco menos de 21 km.

## Palmarés
| Año                 | Ganador              | Segundo                | Tercero               |
| ------------------- | -------------------- | ---------------------- | --------------------- |
| Chrono des Herbiers |                      |                        |                       |
| 1982                | Gary Dowdell         | Håkan Jensen           | Patrice Esnault       |
| 1983                | Dave Akam            | Patrice Esnault        | Bruno Cornillet       |
| 1984                | Patrice Esnault      | Éric Dudoit            | Philippe Glowacz      |
| 1985                | Bernard Richard      | Claude Séguy           | Paul Quentel          |
| 1986                | Franck Petiteau      | Laurent Bezault        | Pascal Lance          |
| 1987                | Pascal Lance         | Franck Petiteau        | Armand de Las Cuevas  |
| 1988                | Pascal Lance         | Thomas Hartmann        | Philippe Bouvatier    |
| 1989                | Marko Jeletich       | Bernard Richard        | Thierry Dupuy         |
| 1990                | Jan Karlsson         | Francis Moreau         | Michael Rich          |
| 1991                | Jan Karlsson         | Thierry Marie          | Hervé Garel           |
| 1992                | Artūras Kasputis     | Marek Leśniewski       | Jan Karlsson          |
| 1993                | Chris Boardman       | Pascal Lance           | Eddy Seigneur         |
| 1994                | Pascal Lance         | Thierry Marie          | Jan Karlsson          |
| 1995                | Jan Karlsson         | Bert Roesems           | Andreas Walzer        |
| 1995 (2)            | Pascal Lance         | Marek Leśniewski       | Nicolas Aubier        |
| 1996                | Chris Boardman       | Laurent Brochard       | Neil Stephens         |
| 1997                | Serhi Honchar        | Tony Rominger          | Francisque Teyssier   |
| 1998                | Serhi Honchar        | Gilles Maignan         | Francisque Teyssier   |
| 1999                | Serhi Honchar        | Gilles Maignan         | Christophe Moreau     |
| 2000                | Jean Nuttli          | Serhi Honchar          | László Bodrogi        |
| 2001                | Jean Nuttli          | László Bodrogi         | Serhi Honchar         |
| 2002                | Michael Rich         | Fabian Cancellara      | Bert Roesems          |
| 2003                | Michael Rich         | Bert Roesems           | Uwe Peschel           |
| 2004                | Bert Roesems         | Vladímir Gúsev         | Sebastian Lang        |
| 2005                | Ondřej Sosenka       | Michael Rogers         | Vladímir Gúsev        |
| Chrono des Nations  |                      |                        |                       |
| 2006                | Raivis Belohvoščiks  | Brian Vandborg         | Matti Helminen        |
| 2007                | László Bodrogi       | Raivis Belohvoščiks    | Stef Clement          |
| 2008                | Stef Clement         | Manuel Quinziato       | Raivis Belohvoščiks   |
| 2009                | Alekszandr Vinokurov | Jean-Christophe Péraud | Юрій Кривцов          |
| 2010                | David Millar         | Edvald Boasson Hagen   | Lieuwe Westra         |
| 2011                | Tony Martin          | Gustav Larsson         | Alex Dowsett          |
| 2012                | Tony Martin          | Sylvain Chavanel       | Taylor Phinney        |
| 2013                | Tony Martin          | Gustav Larsson         | Sylvain Chavanel      |
| 2014                | Sylvain Chavanel     | Jérémy Roy             | Reidar Borgersen      |
| 2015                | Vasil Kiryienka      | Marcin Białobłocki     | Johan Le Bon          |
| 2016                | Vasil Kiryienka      | Jonathan Castroviejo   | Martin Toft Madsen    |
| 2017                | Martin Toft Madsen   | Mikkel Bjerg           | Jonathan Castroviejo  |
| 2018                | Martin Toft Madsen   | Mikkel Bjerg           | Stéphane Rossetto     |
| 2019                | Jos van Emden        | Filippo Ganna          | Primož Roglič         |
| 2021                | Stefan Küng          | Martin Toft Madsen     | Alessandro De Marchi  |
| 2022                | Stefan Küng          | Tobias Foss            | Matteo Sobrero        |
| 2023                | Joshua Tarling       | Remco Evenepoel        | Stefan Bissegger      |
| 2024                | Stefan Küng          | Jay Vine               | Johan Price-Pejtersen |
| 2025                |                      |                        |                       |

Notas:

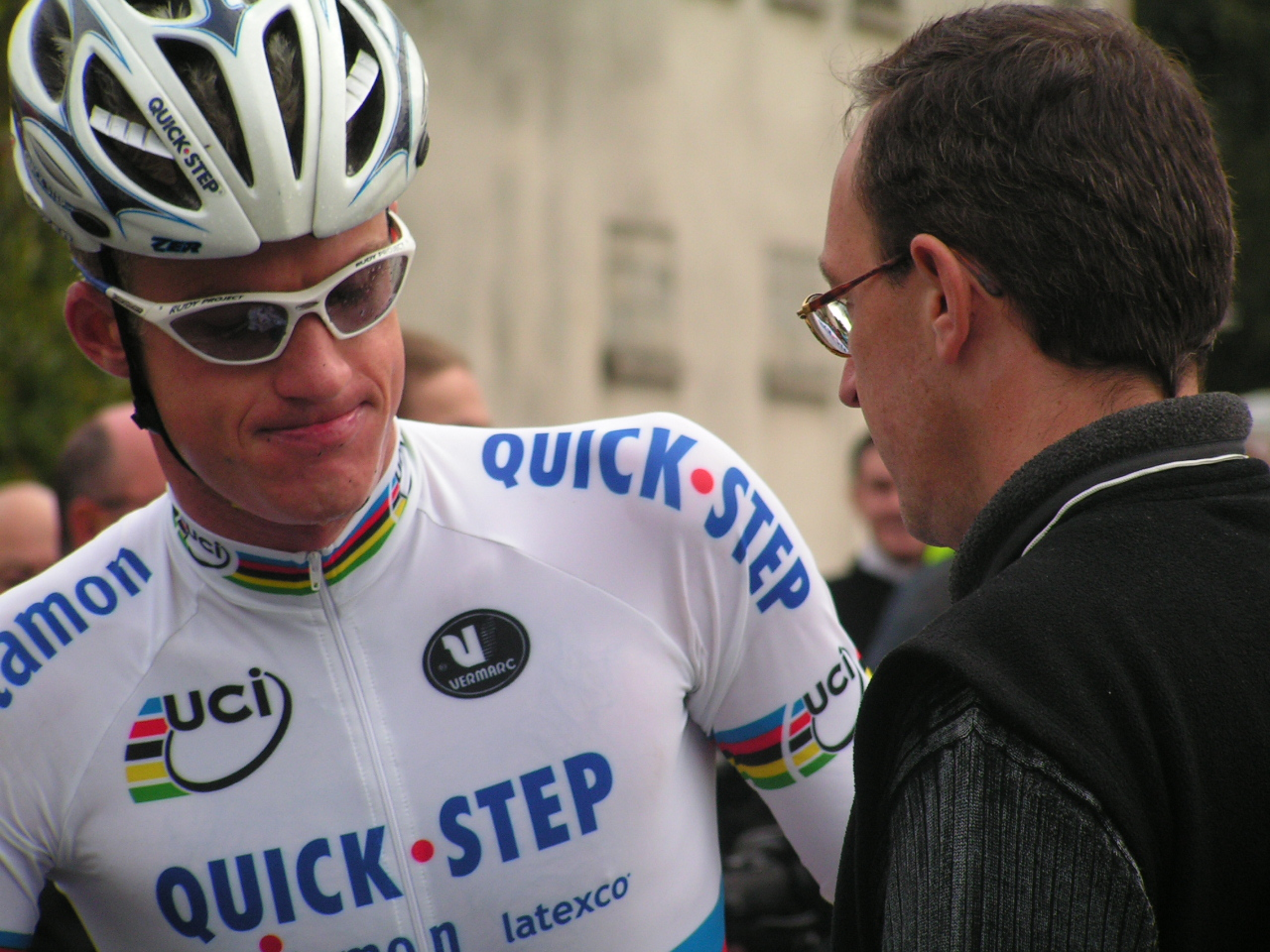
El campeón del mundo en contrarreloj Michael Rogers a la llegada de la Chrono des Herbiers 2004.

- Las ediciones desde 1982 a 1987 fueron amateur.
- En 1995 se hicieron 2 ediciones, una amateur ganada por Jan Karlsson y otra profesional ganada por Pascal Lance
- Las ediciones desde 1988 hasta 1994 fueron "Open", es decir abiertas con la participación conjunta de ciclistas aficionados y profesionales

### Palmarés sub-23
| Año  | Ganador                  | Segundo               | Tercero            |
| ---- | ------------------------ | --------------------- | ------------------ |
| 1993 | Sébastien Noel           | Samuel Renaux         | Roman Krylov       |
| 1994 | Sébastien Noel           | Samuel Renaux         | Gilles Rouyau      |
| 1995 | Anthony Morin            | Guillaume Auger       | Damien Nazon       |
| 1996 | Florent Brard            | László Bodrogi        | Christophe Barbier |
| 1997 | Guillaume Auger          | László Bodrogi        | Stephano Panetta   |
| 1998 | Oleg Joukov              | László Bodrogi        | Florent Brard      |
| 1999 | Yuriy Krivtsov           | Christian Poos        | Eric Trokimo       |
| 2000 | Niels Brouzes            | Yuriy Krivtsov        | Mariusz Witecki    |
| 2001 | Yuriy Krivtsov           | Xavier Pache          | David Le Lay       |
| 2002 | Gianluca Moi             | Jochen Rochau         | Damien Monier      |
| 2003 | Damien Monier            | Émilien-Benoît Bergès | Jean Zen           |
| 2004 | Olivier Kaisen           | Florian Morizot       | Nicolas Rousseau   |
| 2005 | Dimitri Champion         | Mickaël Muck          | Nicolas Baldo      |
| 2006 | Dominique Cornu          | Yoann Offredo         | Stéphane Rossetto  |
| 2007 | Michael Færk Christensen | Yoann Offredo         | Alexandre Roux     |
| 2008 | Julien Fouchard          | Fabien Taillefer      | Daniel Kreutzfeldt |
| 2009 | Romain Lemarchand        | Étienne Pieret        | Nicolas Boisson    |
| 2010 | Alex Dowsett             | Romain Bacon          | Nicolas Bonnet     |
| 2011 | Yoann Paillot            | Erwan Téguel          | Pierre Lebreton    |
| 2012 | Yoann Paillot            | Joseph Perrett        | Alexis Guérin      |
| 2013 | Ryan Mullen              | Bruno Armirail        | Alexis Guérin      |
| 2014 | Alexis Dulin             | Rémi Cavagna          | Edmund Bradbury    |
| 2015 | Truls Engen Korsæth      | Julian Braun          | Louis Pijourlet    |
| 2016 | Louis Louvet             | Maxime Roger          | Louis Pijourlet    |
| 2017 | Mathias Norsgaard        | Christoffer Lisson    | Louis Louvet       |
| 2018 | Mathias Norsgaard        | Alexys Brunel         | Matt Langworthy    |
| 2019 | Jasper De Plus           | Mathias Norsgaard     | Clément Davy       |
| 2020 | No se disputó            | No se disputó         | No se disputó      |
| 2021 | Antoine Devanne          | Branko Huys           | Jon Knolle         |
| 2022 | Alec Segaert             | Søren Wærenskjold     | Pierre Thierry     |
| 2023 | Kacper Gieryk            | Maximilian Cushway    | Jonas Walton       |
| 2024 | Jakob Söderqvist         | Luca Giami            | Jonathan Vervenne  |

### Palmarés junior
| Año  | Ganador            | Segundo                 | Tercero           |
| ---- | ------------------ | ----------------------- | ----------------- |
| 1997 | Fabrice Salanson   | Anthony Michelet        | Sandy Casar       |
| 1998 | Eric Trokimo       | Anthony Geslin          | Guillaume Reux    |
| 1999 | Hedson Mathieu     | Ludovic Lanceleur       | Niels Brouzes     |
| 2000 | Nicolas Rousseau   | Charly Carlier          | Alexandre Pichot  |
| 2001 | Nicolas Rousseau   | Olivier Kaisen          | Thierry Hupond    |
| 2002 | Sébastien Coeffier | Romain Feillu           | Sébastien Turgot  |
| 2003 | Damien Gaudin      | Anthony Martin          | Dimitri Krivtsov  |
| 2004 | Alexandre Binet    | Anthony Martin          | Damien Gaudin     |
| 2005 | Sébastien Ivars    | Tony Gallopin           | Stéphane Rossetto |
| 2006 | Tony Gallopin      | Étienne Pieret          | Yann Moritz       |
| 2007 | Fabien Taillefer   | Romain Bacon            | Aurélien Corbin   |
| 2008 | Romain Bacon       | Kévin Labèque           | Adrien Petit      |
| 2009 | Anthony Saux       | Yoann Paillot           | Jimmy Turgis      |
| 2010 | Alliaume Leblond   | Jauffrey Bétouigt-Suire | Pierre Almeida    |
| 2011 | Paul Moerland      | Guillaume Thévenot      | Thomas Bourreau   |
| 2012 | Ryan Mullen        | David Michaud           | Maxime Piveteau   |
| 2013 | Igor Decraene      | Élie Gesbert            | Martin Palm       |
| 2014 | Filippo Ganna      | Thomas Denis            | Martin Palm       |
| 2015 | Nazar Lahodych     | Julien Souton           | Thomas Denis      |
| 2016 | Alexys Brunel      | Sébastien Grignard      | Émilien Jeannière |
| 2017 | Sébastien Grignard | Antoine Raugel          | Thomas Delphis    |
| 2018 | Remco Evenepoel    | Donavan Grondin         | Joshua Sandman    |
| 2019 | Hugo Page          | Joris Kroon             | Alex Baudin       |
| 2020 | No se disputó      | No se disputó           | No se disputó     |
| 2021 | Alec Segaert       | Darren Rafferty         | Eddy Le Huitouze  |
| 2022 | Joshua Tarling     | Titouan Fontaine        | Baptiste Gillet   |
| 2023 | Davide Donati      | Finlay Tarling          | Adam Rafferty     |
| 2024 | Seth Dunwoody      | Ellande Larronde        | Thibaut Van Damme |

### Palmarés juvenil
| Año  | Ganador                | Segundo                   | Tercero         |
| ---- | ---------------------- | ------------------------- | --------------- |
| 2011 | Jérémy Defaye          | Kilian Guillot            | Clément Orceau  |
| 2012 | Jérémy Defaye          | Filippo Ganna             | Martin Palm     |
| 2013 | Clément Bétouigt-Suire | Louis Louvet              | Maxime Gressier |
| 2014 | Clément Bétouigt-Suire | Tom Douhard               | Clément Davy    |
| 2015 | Donavan Grondin        | Florentin Lecamus-Lambert | Rémi Huens      |
| 2016 | Donavan Grondin        | Samuele Manfredi          | Hugo Page       |
| 2017 | Hugo Page              | Colin Jacquemin           | Kévin Vauquelin |
| 2018 | Manuel Oioli           | Eddy Le Huitouze          | Germani Lorenzo |

## Palmarés por países
Solamente se contemplan las victorias de las ediciones profesionales y "open".
| País            | Victorias | Último vencedor             |
| --------------- | --------- | --------------------------- |
| Alemania        | 5         | Tony Martin en 2013         |
| Suiza           | 5         | Stefan Küng en 2024         |
| Francia         | 4         | Sylvain Chavanel en 2014    |
| Reino Unido     | 4         | Joshua Tarling en 2023      |
| Ucrania         | 3         | Serhi Honchar en 1999       |
| Países Bajos    | 3         | Stef Clement en 2008        |
| Suecia          | 2         | Jan Karlsson en 1991        |
| Bielorrusia     | 2         | Vasil Kiryienka en 2016     |
| Dinamarca       | 2         | Martin Toft Madsen en 2018  |
| Lituania        | 1         | Artūras Kasputis en 1992    |
| Bélgica         | 1         | Bert Roesems en 2004        |
| República Checa | 1         | Ondřej Sosenka en 2005      |
| Letonia         | 1         | Raivis Belohvoščiks en 2006 |
| Hungría         | 1         | László Bodrogi en 2007      |
| Kazajistán      | 1         | Aleksandr Vinokúrov en 2009 |

## Estadísticas
Solamente se contemplan las victorias de las ediciones profesionales y "open".

### Más victorias
| Ciclista           | Victorias | Años                    |
| ------------------ | --------- | ----------------------- |
| Pascal Lance       | 4         | 1987, 1988, 1994 y 1995 |
| Serhi Honchar      | 3         | 1997, 1998 y 1999       |
| Tony Martin        | 3         | 2011, 2012 y 2013       |
| Stefan Küng        | 3         | 2021, 2022 y 2024       |
| Jan Karlsson       | 2         | 1990 y 1991             |
| Chris Boardman     | 2         | 1993 y 1996             |
| Jean Nuttli        | 2         | 2000 y 2001             |
| Michael Rich       | 2         | 2002 y 2003             |
| Vasil Kiryienka    | 2         | 2015 y 2016             |
| Martin Toft Madsen | 2         | 2017 y 2018             |

- En negrilla corredores activos.

### Victorias consecutivas
- Tres victorias seguidas:
  -  Serhi Honchar (1997, 1998, 1999)
  -  Tony Martin (2011, 2012, 2013)

- Dos victorias seguidas:
  -  Jan Karlsson (1990, 1991)
  -  Pascal Lance (1994, 1995)
  -  Jean Nuttli (2000, 2001)
  -  Michael Rich (2002, 2003)
  -  Vasil Kiryienka (2015, 2016)
  -  Martin Toft Madsen (2017, 2018)
  -  Stefan Küng (2021, 2022)
- En negrilla corredores activos.